# Florian Hahn

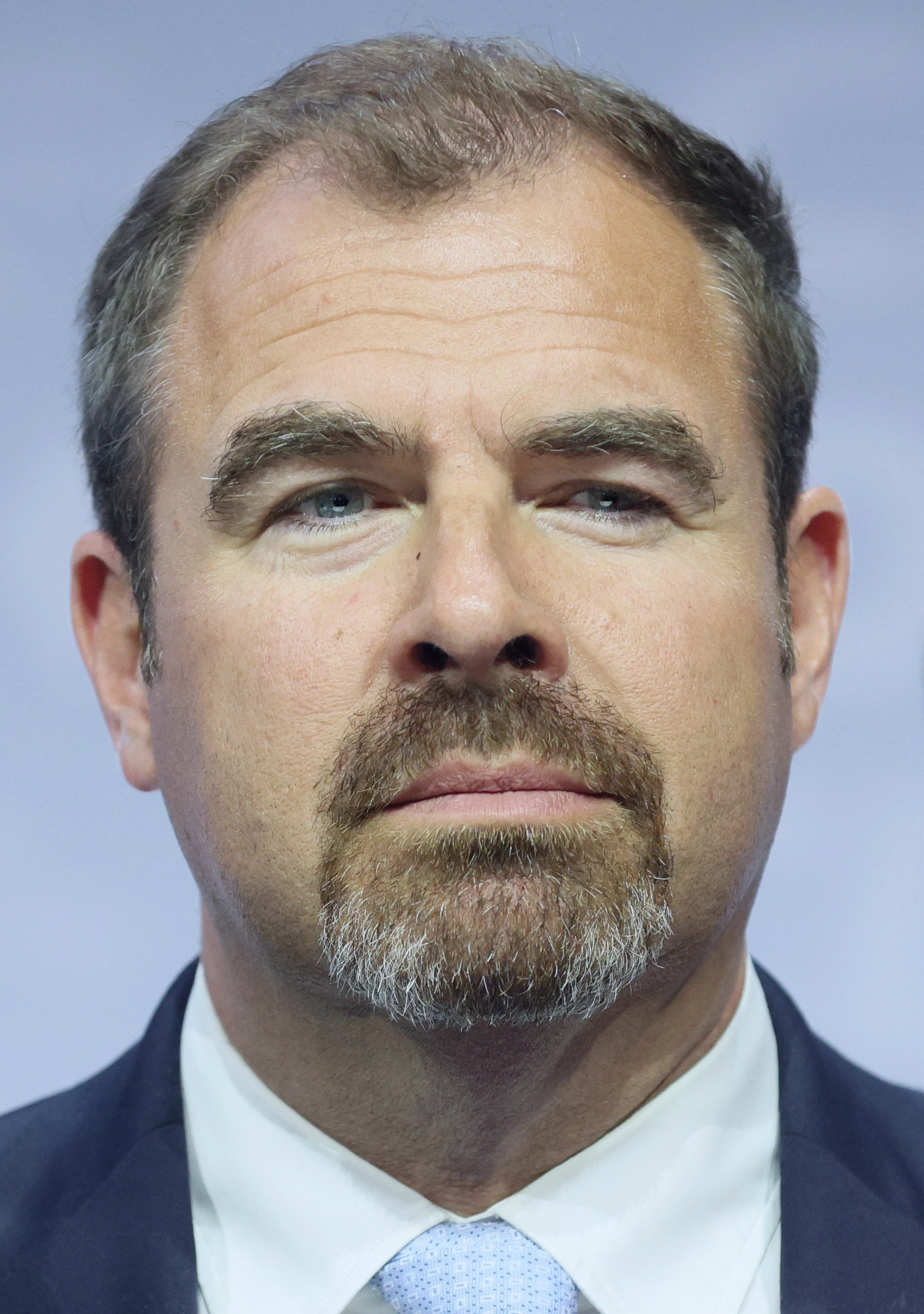
Florian Hahn (2025)

Florian Peter Hahn (* 14. März 1974 in München) ist ein deutscher Politiker (CSU). Er ist seit 2009 Mitglied des Deutschen Bundestages und seit 2025 Staatsminister beim Bundesminister des Auswärtigen.
Seit 2021 ist er der verteidigungspolitische Sprecher der CDU/CSU-Bundestagsfraktion sowie Vorsitzender der Arbeitsgruppe Verteidigungspolitik und ordentliches Mitglied im Verteidigungsausschuss.
Von 2018 bis 2021 war er europapolitischer Sprecher der CDU/CSU-Bundestagsfraktion sowie Vorsitzender der Arbeitsgruppe Angelegenheiten der Europäischen Union und ordentliches Mitglied im Ausschuss Angelegenheiten der Europäischen Union.
Von 2014 bis 2018 war er Sprecher der CSU-Landesgruppe für Auswärtiges, Verteidigung, Angelegenheiten der Europäischen Union, wirtschaftliche Zusammenarbeit und Entwicklung, Menschenrechte und humanitäre Hilfe. Zudem ist Florian Hahn seit 2014 Landesvorsitzender des Arbeitskreises Außen-, Sicherheits- und Europapolitik (ASP) der CSU.
Seit 2022 ist Florian Hahn zudem Vize-Vorsitzender der Internationalen Demokratischen Union (IDU).

## Leben und Beruf
Nach dem Abitur am Luitpold-Gymnasium in München absolvierte er seinen Wehrdienst bei der Gebirgsjägertruppe. Anschließend besuchte er die Bayerische Akademie für Werbung und Marketing (BAW), die er mit dem Abschluss Marketing Fachwirt (BAW) verließ. Ab Dezember 2006 absolvierte er einen berufsbegleitenden MBA-Studiengang an der Universität für Weiterbildung Krems. Hahn war Mitarbeiter der Abteilung Presse- und Öffentlichkeitsarbeit des Rüstungsunternehmens Krauss-Maffei Wegmann.
Florian Hahn ist evangelisch, geschieden und Vater von zwei Kindern. Er lebt in Ottobrunn.

## Partei

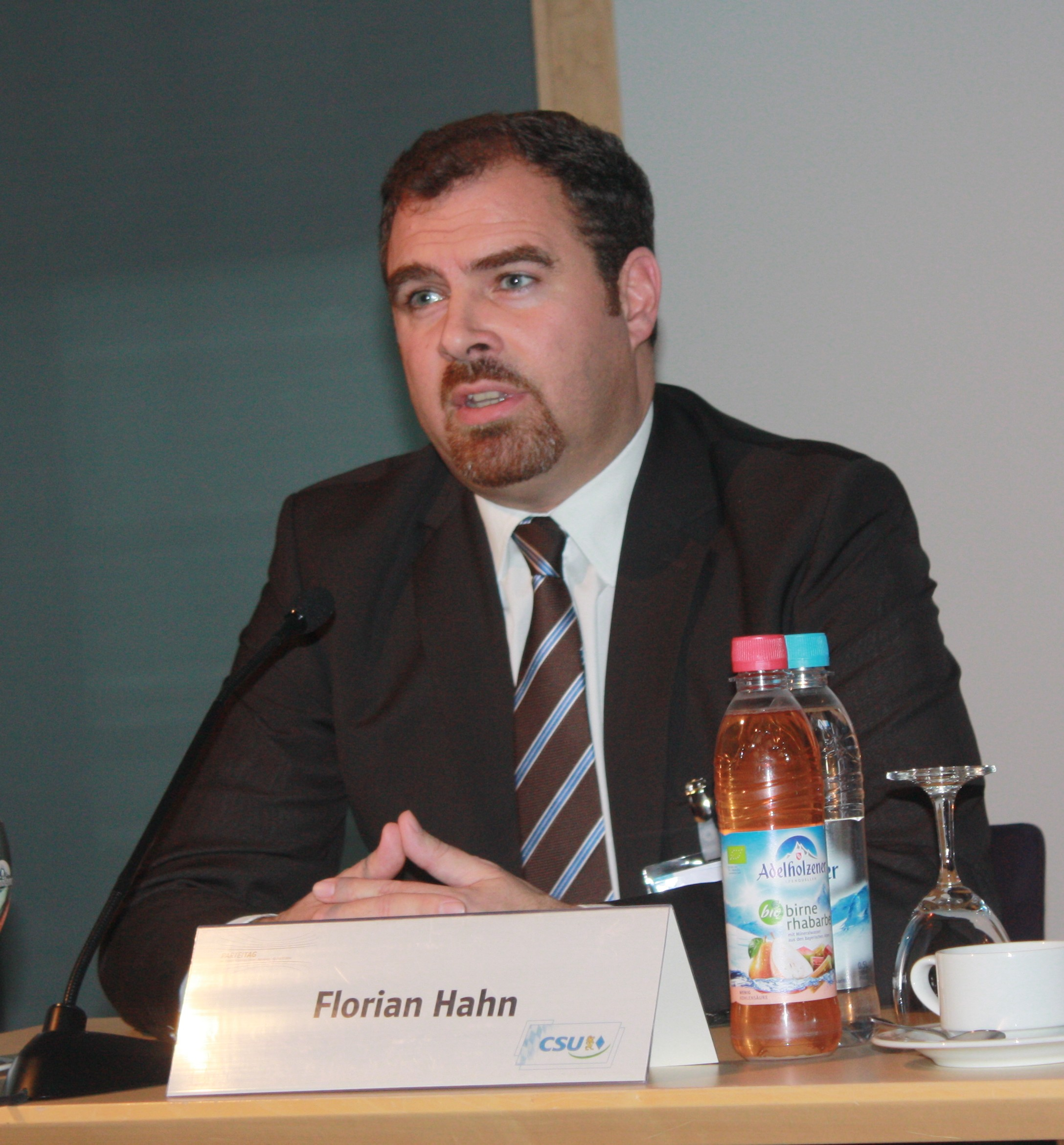
Florian Hahn auf einem Forum auf dem CSU-Parteitag 2014

Florian Hahn begann seine politische Laufbahn 1989 mit dem Eintritt in die Junge Union Bayern. Seit 1992 ist er Mitglied der CSU. Von 1999 bis 2006 war er JU-Kreisvorsitzender in München-Land und von 1998 bis 2003 Mitglied im JU-Landesausschuss und im JU-Deutschlandrat. Er war Landesgeschäftsführer der Jungen Union Bayern. Von 2004 bis 2012 war er Ortsvorsitzender in Putzbrunn. Von 2003 bis 2009 war er stellvertretender Leiter Politik und Parteiarbeit der CSU, Landesgeschäftsführer und Mitglied im Bundesvorstand der Kommunalpolitischen Vereinigung der CSU (KPV), der Union der Vertriebenen (UdV) und des Evangelischen Arbeitskreises (EAK). Seit 2005 ist er Mitglied im CSU-Bezirksvorstand. Seit 2013 ist er Mitglied im Parteivorstand.
Bei den Kommunalwahlen 2014 wurde Hahn in den Kreistag des Landkreises München wiedergewählt. Seit 2015 ist Hahn CSU-Kreisvorsitzender in München-Land.
2019 wurde Hahn zum stellvertretenden Generalsekretär der CSU berufen. Dabei sollte er sich laut Arbeitskreis Außen- und Sicherheitspolitik der CSU „auf Bundes- und Europaebene für die Themen Außen- und Sicherheitspolitik stark machen und als kampagnenerfahrener Politiker das Team um CSU-Generalsekretär Markus Blume verstärken.“ Dieses Amt füllte er bis Februar 2022 aus. Anschließend wurde er zum ersten Internationalen Sekretär der CSU berufen. Seit 2022 ist er zudem Vizepräsident (Vice Chairmen) der Internationalen Demokratischen Union (IDU).

## Politische Ämter
Nach der Kommunalwahl im Frühjahr 1996 übernahm er im Gemeinderat von Putzbrunn ein erstes politisches Mandat. Dort wurde er 2005 zum Vorsitzenden der CSU-Fraktion gewählt. Von 2002 bis 2008 war er Kreisrat und Finanzreferent im Landkreis München. Als Nachfolger für den nicht mehr kandidierenden bayerischen Finanzminister Georg Fahrenschon wurde Florian Hahn am 14. Februar 2009 zum Direktkandidaten der CSU für den Bundestagswahlkreis München-Land gewählt. Nach der Bundestagswahl 2009 zog er erstmals als direkt gewählter Abgeordneter in den Deutschen Bundestag ein und verteidigte seitdem bei jeder Wahl sein Direktmandat.
Von 2014 bis 2018 war er Sprecher der CSU-Landesgruppe für Auswärtiges, Verteidigung, Angelegenheiten der Europäischen Union, wirtschaftliche Zusammenarbeit und Entwicklung, Menschenrechte und humanitäre Hilfe. Von 2018 bis 2021 war er europapolitischer Sprecher der CDU/CSU-Bundestagsfraktion. 
Seit 2021 ist Florian Hahn verteidigungspolitischer Sprecher der CDU/CSU-Bundestagsfraktion.
Florian Hahn ist ordentliches Mitglied im Verteidigungsausschuss. Er ist stellvertretendes Mitglied im Ausschuss für Digitales.
Bei der Bundestagswahl 2025 erzielte er 43,1 Prozent der Erststimmen im Bundestagswahlkreis München-Land und wurde in den 21. Deutschen Bundestag gewählt.
Im Zuge der Bildung des Kabinetts Merz wurde er am 6. Mai 2025 zum Staatsminister beim Bundesminister des Auswärtigen, Johann Wadephul (CDU), ernannt.

## Nebentätigkeiten
Florian Hahn war bis 2017 Mitglied des Aufsichtsrats der IABG. Er bezog für diese Nebentätigkeit 2013 Bezüge der Stufe 3 und 2014 der Stufe 4 nach dem Stufenmodell für Mitglieder des Deutschen Bundestages. Ebenfalls war er bis 2017 Präsidiumsmitglied der Deutschen Gesellschaft für Wehrtechnik. Bis 2010 war er stellvertretender Vorsitzender des Aufsichtsrates der Gemeindewerke Putzbrunn GmbH. Außerdem war er Mitglied des Beirates der Quantum-Systems GmbH in Otterfing.

## Kritik

### Nähe zur Rüstungsindustrie
In die Kritik geriet Hahn im Oktober 2016 nach Recherchen des Nachrichtenmagazins Der Spiegel und der ARD-Sendung Report Mainz; der Bundestagsabgeordnete habe sich als Mitglied des Verteidigungsausschusses und als Berichterstatter der Unionsfraktion für Projekte eingesetzt, von denen die IABG direkt profitiert haben soll. Hahn wies die Vorwürfe zurück und gab an, dass er noch vor seiner Bundestagskandidatur juristisch prüfen ließ, ob dieser Aufsichtsratsposten in Verbindung mit einem Bundestagsmandat zulässig sei, was ihm „zu hundert Prozent“ positiv beschieden wurde. In einer 2020 veröffentlichten Analyse des Einflusses der Rüstungsindustrie auf die deutsche Politik bewertete Transparency International diesen Fall als ein „besonders krasses Beispiel“ eines parlamentarischen Interessenkonflikts. Zwar bekleide 2020 gemäß den Informationen des Bundestags weder Hahn noch ein anderes Mitglied des Verteidigungs- oder Haushaltsausschusses mehr eine bezahlte Stelle in der Rüstungsindustrie, doch die einschlägigen Regelungen seien sehr lax und böten Möglichkeiten, Interessenkonflikte vor der Öffentlichkeit zu verbergen.

### Aserbaidschan-Affäre
Die Vice-Magazin-Journalisten Felix Dachsel und Robert Hofmann, die intensiv zur Aserbaidschan-Affäre recherchierten, beschuldigten Hahn neben anderen Unionsfunktionären, in vertraulichen Dokumenten der regimenahen Lobbyfirma The European Azerbaijan Society als Kontakt aufgeführt zu werden. Florian Hahn hat sich nach eigener Aussage „niemals einseitig für Aserbaidschan, geschweige denn für das Aliyev-Regime, eingesetzt“.

### Besuch bei Ron DeSantis 2023
Mehrere deutsche Medien und Politiker kritisierten im Mai 2023 den Besuch einer CSU-Delegation unter Beteilgung des Ex-Verkehrsministers Andreas Scheuer, der Abgeordneten Dorothee Baer und Florian Hahn bei Ron DeSantis, dem republikanischen Gouverneur des US-Bundesstaates Florida. Vor allem die gegen die LGBTQ-Community gerichtete Politik DeSantis' stand hierbei im Mittelpunkt.

## Ehrenamtliches Engagement
Florian Hahn engagiert sich seit 2002 als Mitglied des Vorstandes bzw. Beirat des Vereins der Freunde und Förderer der Realschule Neubiberg e. V. Zudem ist er seit 2013 Vizepräsident der Interessengemeinschaft Deutsche Luftwaffe e. V. Seit 2015 ist er Vorsitzender der Stiftung Lebenshilfe München.
Hahn ist außerdem Mitglied der überparteilichen Europa-Union Deutschland, die sich für ein föderales Europa und den europäischen Einigungsprozess einsetzt. Seit 2014 ist er Präsident der „Berliner Fraktion“, des Fanclubs des FC Bayern München im Bundestag.